# サエクルム
サエクレムは、人間の潜在的寿命、つまり、地球上の人が完全に入れ替わるのに要する時間をいう。この語を初めて用いたのはエトルリア人である。本来は都市ができるなどの出来事が起きた時に生きていた全ての人が死亡すると新たなサエクレムが始まるとされた。伝説によれば、神は各個人・文明に特定数（エトルリア人には10）のサエクレムを与えた。
紀元前2世紀までに、古代ローマの歴史家は年代記や戦争を年代順に整理するためにサエクレムを使い始めた。アウグストゥスの治世に、サエクレムは110年と決まり、紀元前17年、彼はローマの第5サエクレムを祝うために初めてサエクレム祭を開いた。後の皇帝クラウディウスやセプティミウス・セウェルスはサエクレム祭を非標準的な間隔で開いた。248年、ピリップス・アラブスはローマ建国紀元1000年を祝うサエクレム祭を開き、ローマが入った新たな千年紀はサエクレム・ノヴムと呼ばれた。この語はキリスト教で形而上学的に世俗を暗示するようになった。